# 영재
영재(英才) 또는 우수아(優秀兒)는 보통아에 비해서 정신발달이 아주 뛰어난 어린이를 의미한다. 이 경우 지능이 전반적으로 뛰어난 지적 우수아와, 예술·음악 ,
등의 특수능력에 뛰어난 특수능력아로 크게 나눌 수 있다. 보통 우수아 또는 천재아라고 할 때에는 주로 전자를 가리킨다.

## 판별법
우수아를 발견하는 데에는 그 뛰어난 소질의 검출이 전제가 된다. 소질, 즉 우수성은 환경·신체·지능·정의(情意) 등의 다방면에 걸쳐서 종합적으로 판정된다. 지능 면에서는 비네 검사에서 보통 IQ 141 이상, WISC에서는 IQ 130 이상으로 정해지고 있다. 일반적으로 보통아보다도 상당히 높은 IQ 130~141 이상의 수준에 있는 지능의 어린이를 가리키고 있다.

## 출현율
일반적으로 우수아가 출현하는 율은 그 선택기준이 학자에 따라 다른데, 터만(L. M. Terman)은 IQ가 145 이상인 자는 1,000명에 3명이고, IQ 160 이상의 천재급은 1만 명에 1명이라고 한다. 일반적인 지능우수아는 일반아동의 2~3% 전후로 보고 있다.

## 발생조건
지적(知的)으로 우수한 어린이는 유전과 환경 두 요인이 폭주하여 발생한다. 골턴(F. Galton)이나 터만의 연구에서는, 지적 우수아의 가계에는 많은 우수한 부모와 조부모가 있다. 그러나 동시에 그 교육적·지적 환경도 뛰어나 있다. 일반적으로 우수아의 발생조건으로서는, 출산시의 상태는 정상이며, 평균체중도 표준(3kg)보다 약간 크고, 출생아의 양친의 연령도 가장 원숙한 시기이다. 즉 부친 30~34세, 모친 25~29세 때의 결합이 가장 많다. 그리고 부친이 40세 이전에 출생한 자가 약 90%이며, 모친이 35세 이전에 출생한 자가 90%이다. 반대로 열등아는 양친 모두 고연령 때 출산한 비율이 많다. 그러나 개인차도 있기 때문에 절대적인 것은 아니다. 양친의 교육 정도는 우수아의 양친 쪽이 보통아의 양친보다도 약간 높다.

## 심리적 특징
우수아는 보통아에 비하여 지적으로 뛰어나 있을 뿐만 아니라 체위면에서나 인격적인 면으로도 뛰어나다고 한다. 특히 독창적이고 지적 흥미·학력 등이 뛰어나다. 터만의 연구에는, 우수아는 장수하며 비행아도 적고 결혼생활이나 사회생활에서도 보통아보다 적응이 잘 되며, 서적의 출판과 전문적 논문의 발표 및 특허(特許)에 대한 창안자도 많다. 그리고 국가적·국제적으로 훌륭한 인물로서 활약하고 있는 자가 많다.

## 특수능력아
바이올린·피아노·회화·조각·작곡·어학·과학·수학·지식·바둑·장기·스포츠 등의 특수능력에 뛰어난 자에 관한 연구도 있다. 또한 이들 어린이의 조기교육도 문제가 되고 있다.

## 같이 보기
- 천재
- 영재 교육
- 신동
- 멘사(Mensa)
- 인터텔(Intertel)